# The Videos 86−98
|  | El títol d'aquest article és incorrecte a causa de limitacions tècniques. El títol correcte de l'article és The Videos 86>98. |

The Videos 86>98 és una compilació de vídeos de Depeche Mode dirigits per diversos directors i que es va publicar l'any 1998 coincidint amb el llançament del recopilatori The Singles 86>98.
La pel·lícula original fou llançada en VHS i DVD, però posteriorment s'edità una edició especial només en DVD titulada "Videos 86>98 +" (2002). Aquest DVD estava format per dos discs, el primer idèntic a l'edició original i el segon amb material extra.

## Videoclips

### VHS: Mute Films / MF033 (Regne Unit)
1. Intro [petit documental amb el making of d'alguns videoclips] (Sven Harding)
2. Stripped - (Black Celebration, febrer 1986)
  - (dirigit per Peter Care)
3. A Question of Lust - (Black Celebration, abril 1986)
  - (dirigit per Clive Richardson)
4. A Question of Time - (Black Celebration, agost 1986)
  - (dirigit per Anton Corbijn)
5. Strangelove [no editat] - (Music for the Masses, abril 1987)
  - (dirigit per Anton Corbijn)
6. Never Let Me Down Again [versió curta] (Music for the Masses, agost 1987)
  - (dirigit per Anton Corbijn)
7. Behind the Wheel [versió curta] - (Music for the Masses, desembre 1987)
  - (dirigit per Anton Corbijn)
8. Little 15 - (Music for the Masses, maig 1988)
  - (dirigit per Martyn Atkins)
9. Everything Counts (Live) - (101, febrer 1989)
  - (dirigit per D.A. Pennebaker)
10. Personal Jesus [no editat] - (Violator, agost 1989)
  - (dirigit per Anton Corbijn)
11. Enjoy the Silence - (Violator, febrer 1990)
  - (dirigit per Anton Corbijn)
12. Policy of Truth - (Violator, maig 1990)
  - (dirigit per Anton Corbijn)
13. World in My Eyes [versió MTV] - (Violator, setembre 1990)
  - (dirigit per Anton Corbijn)
14. I Feel You - (Songs of Faith and Devotion, febrer 1993)
  - (dirigit per Anton Corbijn)
15. Walking in My Shoes [unedited] - (Songs of Faith and Devotion, abril 1993)
  - (dirigit per Anton Corbijn)
16. Condemnation (versió directe de Devotional) - (Songs of Faith and Devotion, setembre 1993)
  - (dirigit per Anton Corbijn)
17. In Your Room - (Songs of Faith and Devotion, gener 1994)
  - (dirigit per Anton Corbijn)
18. Barrel of a Gun [original] - (Ultra, febrer 1997)
  - (dirigit per Anton Corbijn)
19. It's No Good - (Ultra, març 1997)
  - (dirigit per Anton Corbijn)
20. Home - (Ultra, juny 1997)
  - (dirigit per Steven Green)
21. Useless - (Ultra, octubre 1997)
  - (dirigit per Anton Corbijn)
22. Only When I Lose Myself (The Singles 86-98, setembre 1998)
  - (dirigit per Brian Griffin, fotografia d'Eric Alan Edwards)
23. Depeche Mode - A Short Film [documental de llarga durada sobre la història de la banda] (Sven Harding)

### DVD: Mute / DVDMuteL5 (UK - 2000)
- El mateix que el llançament VHS.

### DVD: Mute / DMDVD2 (UK - 2005)

#### Disc 1
- El mateix que el llançament VHS.

#### Disc 2
Vídeos
1. But Not Tonight [original] (Tamra Davis)
2. Strangelove [versió 1988] (Martyn Atkins)
3. Condemnation [original] (Anton Corbijn)
4. One Caress (Kevin Kerslake)

Curtmetratges
1. Violator − Electronic Press Kit (11 de novembre de 1990)
2. Songs of Faith and Devotion − Electronic Press Kit (27 de gener de 1993)
3. Ultra − Electronic Press Kit (26 de febrer de 1997)

Ou de pasqua
- Explorant el disc, en la cançó 10 s'hi pot trobar "Rush", un petit muntatge (un minut) amb diversos gràfics creats per l'empresa de disseny Intro pels llançaments de "The Singles".

## Personal
Depeche Mode
- David Gahan
- Martin Gore
- Andrew Fletcher
- Alan Wilder (membre de la banda entre 1982-1995 i no apareix en cap vídeo posterior a 1985 excepte "Intro" i "Depeche Mode - A Short Film")

Altres
- Nassim Khalifa − videoclip "Strangelove"
- Lysette Anthony − videoclip "I Feel You"
- Ippolita Santarelli − videoclip "Behind the Wheel"
- Hildia Campbell − vídeo directe "Condemnation"
- Samantha Smith − vídeo directe "Condemnation"
- Daniel Miller − entrevistes
- Anton Corbijn − entrevistes